# Lluís Gonzàlez i Pujol
Lluís Gonzàlez i Pujol (Sallent, 30 de juny de 1969) és un exfutbolista professional català, que jugava com a davanter.

## Trajectòria
Va fitxar pel RCD Espanyol Juvenil provinent del Centre d'Esports Sallent. Va començar a destacar a les files del CE L'Hospitalet, aleshores filial espanyolista, i posteriorment al RCD Espanyol. Amb els pericos va debutar a primera divisió la campanya 91/92. Eixe any va jugar 24 partits i va marcar sis gols. Però, no va tenir continuïtat i va passar a la suplència, tot i que seguia apareixent en un bon nombre de partits cada temporada. Amb l'Espanyol va jugar tant a la màxima categoria com a la Segona Divisió l'any 93/94.
La temporada 95/96 recala al CP Mérida, on juga 15 partits, la majoria des de la banqueta i marca un gol. A l'any següent baixa a la Segona Divisió per jugar amb la UE Lleida. Ací recuperaria certa titularitat (17 de 18 partits jugats) i marcaria dos gols. Després de passar pel CE Castelló, on va militar entre 1997 a 1999 en la Segona B, a la UDA Gramenet va jugar-hi les temporades 99/00 i 00/01 i es va a retirar al Terrassa FC on va militar la campanya 01/02.